# Vescemont
Vescemont település Franciaországban, Territoire de Belfort megyében. Lakosainak száma 707 fő (2022. január 1.). Vescemont Lamadeleine-Val-des-Anges, Giromagny, Lepuix, Riervescemont, Rougegoutte és Grosmagny községekkel határos.

## Népesség
A település népessége az elmúlt években az alábbi módon változott:
| Lakosok száma | 752  | 766  | 789  | 746  | 733  | 719  | 712  | 705  | 707  |
|               | 2013 | 2015 | 2016 | 2017 | 2018 | 2019 | 2020 | 2021 | 2022 |